# Нилльсон, Карлотта
Карлотта Нилльсон (швед. Carlotta Nillson, 25 февраля 1876 — 30 декабря 1951) — американская театральная актриса шведского происхождения, выступавшая на Бродвее в начале XX в.

## Биография
Карлотта Нилльсон родилась в Смоланде в 1876 г., росла с овдовевшей матерью. Ей было около 10 лет, когда она с матерью переехала в США и поселилась сначала в Висконсине, затем в Миннесоте. Её детство было не особо счастливым: они жили в большой нужде, и Карлотта работала нянькой в богатой семье, приглядывая за младшими детьми. Через несколько лет они переселились в Сан-Франциско. Там Карлотта играла эпизодические роли в театральной труппе Хелены Моджеевской, которая обратила внимание на эмоциональную игру девочки и взяла её на роль горничной в «Марии Стюарт».
Повзрослев, Карлотта Нилльсон переехала в Нью-Йорк, где работала в театре Августина Дэйли и в течение 40-недельного тура однодневных представлений играла роль инженю в пьесе Уильяма Джиллетта The Private Secretary и в дальнейшем — в пьесе Джона Стетсона The Crust of Society. После тура с пьесой Shenandoah Бронсона Говарда Карлотта решила взять перерыв в театральной деятельности и учиться театральному мастерству в Великобритании у Уильяма Фаррена и Женевьевы Уорд. Она вернулась в США и в 1898 г. снова появилась в театре в The Ambassador Перл Крейги и в театре театре Сент Джеймс, а в следующем году — в Театре Терри в роли Эвелин в The Happy Life.
Дебют Карлотты на Бродвее состоялся в роли рабыни Эвники в постановке Станислава Стейнжа Quo vadis в Музыкальной академии Нью-Йорка, остававшейся востребованной в течение длительного времени в бродвейских постановках. Она также запомнилась в роли миссис Элвстед в «Гедде Габлер», главной роли в Letty Артура Пинеро и ролью в The Three of Us Рэйчел Крозерс. Она также играла в мелодраме Leah Kleschna — сначала в немом кинофильме, а затем и в её театральной версии.
В 1913 г. Карлотта Нилльсон создала компанию Deborah Company и начала тур по Северной Америке со спектаклем Deborah. Премьера состоялась в Торонто в мае 1913 года, и вскоре была закрыта, а актеры арестованы - суд вначале счёл представление аморальным, но затем обвинения были сняты, пьеса неделю шла в Торонто, но в итоге была снята c постановок.
Карлотта Нилльсон ушла из театра в годы Первой Мировой войны. Она участвовала в общественной деятельности, войдя в актёрский профсоюз Actors' Equity Association. Умерла в 1951 г. в Нью-Йорке.